# Personer som har samband med Estoniakatastrofen
I denna artikel sammanfattas fakta om vissa personer som är relaterade till Estoniakatastrofen, såväl besättning som övriga personer.

## Besättningen på M/SEstonia
- Arvo Andresson var kapten på M/S Estonia, vilket han hade varit sedan fartyget togs i bruk för Estline i februari 1993. Andresson omkom i katastrofen.
- Avo Piht var andrekapten och befälhavare på M/S Estonia. Det sades först att han skulle ha överlevt katastrofen och skulle då i så fall ha varit den enda på kommandobryggan som skulle ha överlevt, men senare framkom att han ändå omkom i katastrofen och är bland de saknade.[källa behövs]
- Tormi Ainsalu var andre styrman på M/S Estonia. Det var han som ropade ut fartygets första "Mayday"-anrop, men det togs så småningom över av kollegan Andres Tammes. Ainsalu omkom i katastrofen.
- Andres Tammes var tredje styrman på M/S Estonia, han skötte kontakten med  M/S Silja Europas överstyrman Teijo Seppelin efter sin kollega Tormi Ainsalu. Andres Tammes kom att bli den sista att ropa ifrån Estonias radio. Tammes omkom i katastrofen.
- Marge Rull och Anneli Kondrad var medlemmar i dansgruppen Pantera som uppträdde på fartyget för första gången på olycksresan. Båda överlevde olyckan.
- Tiina Mölder arbetade ombord som servitris. Hon bröt benet under olycksnatten, men trots detta lyckades hon överleva katastrofen.
- Tiina Müür var butiksbiträde ombord. Enligt hennes föräldrar i SVT:s samhällsprogram Uppdrag granskning trivdes hon ombord på fartyget med sitt jobb. Men under våren 1994 blev hon sjukskriven på grund av sina nerver, då hon ska ha känt sig otrygg ombord. Hon hade planer på att börja arbeta i land, men katastrofen hann inträffa före, och Müür dog under olycksnatten. Dock finns det vittnesmål från andra överlevande att hon lyckades ta sig ut från fartyget, men inte kom på en livbåt eller livflotte.
- Pierre Isacsson, en känd artist och sångare, arbetade ombord som kryssningsvärd. Han skulle ha gått på semester när M/S Estonia skulle komma fram till Stockholm, men drunknade. Hans kropp hittades senare och han är numera begravd i Stockholm.

## Estonias passagerare
- Anders Eriksson överlevde natten under en upp och nedvänd räddningsflotte. Där var han i flera timmar till dess att räddningen dök upp. Han är ordförande i AGNEF (bildad 2000), en förening som samlar anhöriga och överlevande.
- Kent Härstedt är kanske den mest kända person som överlevde katastrofen då han arbetar som politiker. Han och Sara Hedrenius hjälpte varandra genom natten att hålla värmen och att överleva.
- Sara Hedrenius var på väg hem med M/S Estonia efter ett besök hos sin pappa i Tallinn. Hon ska ha försökt sova nere i Café Neptunus när olyckan inträffade. När hon lyckats ta sig ut på däck stötte hon på Kent Härstedt.
- Mikael Öun var på väg hem ifrån Estland där han hade varit och lämnat en hjälpsändning i en  lastbil han fått låna av Scania. När olyckan inträffade låg han och sov i sin hytt, och när fartyget fick sin kraftiga slagsida föll hans klocka i golvet, varvid den stannade. Han plockade på sig klockan och sin kamera och begav sig ut på däck. När fartyget hade slagit runt satt han på fartygsbottnen, tog fram sin kamera och använde blixten för att påkalla uppmärksamhet från färjor i närheten. Vad han inte visste var att han omedvetet tagit två bilder på en passagerare, Jannu Aser, som också överlevde olyckan, som satt framför honom, men som han inte sett. Dessa bilder skulle också bli de sista från M/S Estonia innan fartyget sjönk.

## Besättningen på M/SMariella
- Jan-Tore Thörnroos arbetade som befälhavare ombord på passagerarfärjan M/S Mariella vid tiden för katastrofen. Det var han som uppfattade det första nödanropet ifrån Estonia. Trots upprepade försök fick inte Thörnroos kontakt med den sjunkande Estonia. Man begav sig mot Estonia efter att Silja Europa haft kontakt med fartyget. M/S Mariella var ändå det första fartyget att nå fram till olycksplatsen. Senare arbetade Thörnroos ombord på Viking Lines M/S Viking Cinderella, och han kan även ses i Kanal 5:s reality-serie Färjan.

## Besättningen på M/SSilja Europa
- Esa Mäkelä arbetade som befälhavare, och blev utsedd av den finska sjöräddningen till on scene commander, det vill säga ledare för alla fartyg som befann sig i området och som deltog i räddningsaktionen.
- Teijo Seppelin var överstyrman, och den sista som höll kontakten med M/S Estonia innan fartyget sjönk.

## Huvudpersoner i debatten
- Henning Witte var juridiskt ombud i två omgångar, på 1990-talet och i början av 2000-talet, och har också lanserat egna teorier och gett ut boken Estoniagate[1] på eget förlag.